# (8050) Beishida
(8050) Beishida est un astéroïde de la ceinture principale.

## Description
(8050) Beishida est un astéroïde de la ceinture principale. Il fut découvert le 18 septembre 1996 à la station de Xinglong par le programme Beijing Schmidt CCD Asteroid Program. Il présente une orbite caractérisée par un demi-grand axe de 2,13 UA, une excentricité de 0,16 et une inclinaison de 1,9° par rapport à l'écliptique.

## Compléments